# Оснос, Юрий Александрович
Юрий Александрович Оснос (9 апреля 1911, Москва — 1978, там же) — советский театровед и историк театра, драматург, критик и переводчик художественной прозы и драматургии с английского языка.

## Биография
Родился в семье инженера-химика Исаака Тимофеевича (Ицхока Танхумовича) Осноса (1881—1969), выпускника Императорского Московского университета, автора публикаций в области пищевых технологий, и Екатерины Матвеевны Чепелевецкой (1887—1965), выпускницы историко-философского отделения Московских высших женских курсов, дочери купца первой гильдии и потомственного почётного гражданина Матвея Самуиловича Чепелевецкого. Правнук потомственного почётного гражданина С. И. Чепелевецкого. Семья жила на Остоженке в 1-м Обыденском переулке, № 9, кв. 2. Учился в единой трудовой опытно-показательной школе № 10 имени Ф. Нансена. С юности увлекался театром, посещал студии Ю. А. Завадского и Р. Н. Симонова. 
Окончил историко-этнологический факультет МГУ, Московский институт новых языков, аспирантуру ИФЛИ (1938). Доцент Московского института философии, литературы и истории (ИФЛИ), преподаватель Московского областного педагогического института (с 1936 года) и Литературного института имени А. М. Горького. Одновременно — сотрудник Государственного социально-экономического издательства, потом Института истории АН СССР, участвовал в подготовке и выпуске ряда томов «Истории гражданской войны» (1937—1938). 
В августе 1941 года в его комнате в Чистополе провела последнюю ночь Марина Цветаева, дружившая в Париже с его женой Жанной Гаузнер. Узнав о её гибели, Оснос отправился в Елабугу за её сыном Муром, вернувшись в Чистополь с ним и чемоданом с её рукописями. В 1943 году был призван из Чистополя на запасную административную службу и вернулся в Москву. 
В 1941—1944 годах — лектор ЦК ВКП(б). В 1944—1945 годах — консультант Управления театров Комитета по делам искусств при Совета Министров СССР. В 1949 году в ходе кампании по борьбе с космополитизмом был уволен из Института истории АН СССР, после чего занимался переводами и критикой. Член Союза писателей СССР с 1950 года. 
Публиковал театроведческие и литературоведческие статьи по современной драматургии («Проблемы комедии и сатиры в национальной драматургии», «Большое искусство крошечных театров. Советский кукольный театр», «Наследие Мейерхольда и современность», «Латиноамериканская драматургия на советской сцене»), истории советского театра, а также статьи об актёрах, рецензии на исторические монографии («Советская историческая драматургия», «В мире драмы», «Герой современной драмы») и театральные постановки, монографии. В довоенные годы (1935—1941) сотрудничал в журналах «Историк-марксист», «Исторический журнал» («Вопросы истории»), «Литературный критик», «Искусство», «Новый мир», во время войны в журналах «Литература и искусство», «Большевик», «Исторический журнал»; в послевоенные годы в журналах «Театр», «Театральный альманах», «Театральная жизнь», «Вопросы литературы», в «Литературной газете». Был одним из авторов «Краткой литературной энциклопедии» (М.: Советская энциклопедия, 1962—1978). Первым обратился к проблеме сохранения историко-культурного наследия после Октябрьской революции («Октябрьская революция и памятники художественной культуры», «Искусство», 1940, № 6; стр. 62—66). Работал редактором в издательстве «Иностранная литература».
Пьеса Юрия Осноса «Незримый друг» (о взаимоотношениях композитора П. И. Чайковского и Надежды фон Мекк на основе их переписки) шла на сцене МХАТ имени М. Горького и в Московском драматическом театре имени А. С. Пушкина; в последнем шла также пьеса В. В. Винникова и Ю. А. Осноса «Белый лотос» по мотивам древнеиндийского драматического эпоса Шудраки «Глиняная повозка» (постановка 1956 года). Кинорежиссёр Александр Серый собирался ставить фильм по его пьесе «Враль», но сценарий не удалось утвердить. «Орфей спускается в ад» в переводе Ю. А. Осноса стал первым переводом Теннесси Уильямса на русский язык (опубликован в журнале «Иностранная литература» 1960. № 7). 25 мая 1961 года пьеса была поставлена на сцене Театра имени Моссовета, с Верой Марецкой в главной роли. Также переводил прозу и драматургию Ричарда Олдингтона, Роберта Болта, Джека Линдсея, Юэна Макколла, Десмонда Стюарта, Мартина Викрамасинге,  Константина Гамсахурдия, Чингиза Айтматова. 
В 1950-е — начале 1960-х годов его дом на Плющихе был одним из центров московской культурной жизни. 
Скоропостижно умер верхом на лошади на ипподроме в ноябре 1978 года. Похоронен на Кунцевском кладбище.

## Семья
- Первая жена — Жанна Владимировна Гаузнер, прозаик и переводчик (их годовалый сын Миша умер в Чистополе в декабре 1941 года, его памяти посвящена поэма Веры Инбер «Пулковский меридиан»)[16][17][18].
- Вторая жена (с 1951 года) — Ирина Леонидовна Макаревич, музыкальный и театральный критик Агентства печати «Новости»[15].

## Публикации

### Театроведение
- Советская историческая драматургия. М.: Советский писатель, 1947. — 291 с.
- Вопросы драматургии в наследии К. С. Станиславского. М., 1953. — 80 с.
- В мире драмы: Статьи. М.: Советский писатель, 1971. — 408 с.
- Герой современной драмы. М.: Советский писатель, 1980. — 311 с.

### Драматургия
- Враль: Комедия в 2 ч. / Ю. Оснос; Отв. ред. Р. Афанасьев. М.: Отдел распространения драматических произведения ВУОАП, 1959.
- Чужой рай: Драма в 3 д., 7 карт. / Ю. Оснос; Отв. ред. В. Молярова. М.: Отд. распространения драм. произведений ВУОАП, 1959.
- Любовь побеждает: Пьеса Ю. Осноса с 3 д., 9 карт. по мотивам романа Р. Тагора «Гора» / Отв. ред. З. Бражко. М.: Отд. распространения драм. произведений ВУОАП, 1961.
- Тополёк мой в красной косынке: Пьеса Ю. Осноса. По одноимённой повести Чингиза Айтматова. В 3 д., II карт. / Отв. ред. А. Артёмов. М.: Отд. распространения драм. произведений ВУОАП, 1964.
- Голый факт (новая редакция пьесы «Враль»). Комедия-водевиль в 2 ч. с музыкой / Ю. Оснос; Музыка М. Бирмана; Отв. ред. В. Гольдфельд. М.: ВУОАП, 1968.
- Незримый друг («Жизнь для вечности»): Драма в 2 ч. / Ю. Оснос; Отв. ред. А. Ткаченко.  М.: ВУОАП, 1970.
- Остров сокровищ: Пьеса в 3 д. Ю. Осноса по одноимённому роману Р. Стивенсона / Отв. ред. Б. Емельянов. М.: ВУОАП, 1970.
- Белые ночи: Пьеса Ю. Осноса по одноимённому роману Ф. М. Достоевского / Отв. ред. В. Иокар. М.: ВУОАП, 1971.

### Переводы с английского языка
- Мартин Викрамасинге. Тайна Змеиного острова: Повесть / Пер. с англ. Ю. Осноса. М.: Иностранная литература, 1959. — 100 с.
- Десмонд Стюарт. Комната в раю: Пьеса в 3 д. / Пер. с англ. Ю. Осноса. — М.: Искусство, 1959. — 78 с
- Юэн Макколл. Сущий ад: Мистерия-гротеск в 3 д. с прологом / Юэн Маккол; Пер. с англ. Ю. Осноса; Отв. ред. З. Бражко. М.: Отд. распространения драм. произведений ВУОАП, 1960.
- Теннесси Уильямс. Орфей спускается в ад (Певец и ночь) / Перевод Ю. Осноса. М.: ВУОАП, 1961.
- Джек Линдсей. Твой дом: Роман / Пер. с англ. Ю. Осноса. М.: Иностранная литература, 1961. — 398 с.
- Ричард Олдингтон. Прощайте, воспоминания! Рассказы. М.: Издательство иностранной литературы, 1961. — 400 с.